# Albertano da Brescia
Albertano da Brescia, noto anche come Albertanus causidicus Brixiensis (Brescia, fine del XII secolo – Brescia, dopo il 1253), è stato un giurista e letterato italiano.

## Biografia
Non molto è noto della vita di Albertano da Brescia; molti dati sono desunti dall'esame delle sue opere o da registrazioni in atti pubblici. Fu ascritto al "collegio dei causidici" di Brescia, la corporazione dalla quale provenivano i magistrati del comune bresciano, di tradizioni guelfe. Si è pertanto inferito che abbia studiato all'università di Bologna intorno al 1215-1220. Sentì gli influssi del nascente movimento francescano a cui si ispirò nel corso della vita.
Durante la lotta dei bresciani contro l'imperatore Federico II, il quale nel 1238 aveva cinto d'assedio Brescia, comandò la difesa di Gavardo. Il 26 agosto 1238 fu fatto prigioniero dagli imperiali e incarcerato a Cremona, città ghibellina. In carcere scrisse De amore et dilectione Dei et proximi, il primo dei suoi lavori filosofici che dedicò ai suoi tre figli Vincenzo, Stefano e Giovanni degli Albertani. Liberato pochi mesi dopo, ritornò a Brescia. Nel 1243 si recò a Genova come "assessor", cioè consulente legale del podestà Emmanuele Maggi, bresciano. Non si hanno più notizie documentate su di lui dopo il 1253.
I trattati rappresentano una vasta opera erudita sacra e profana, insieme di dettami etici di origine biblica ma anche di autori latini, il tutto pervaso di spirito francescano. Sono stati volgarizzati nel 1268 da Andrea da Grosseto e da Soffredi del Grazia nel 1278.

## Opere
Trattati
- De amore et dilectione Dei et proximi et aliarum rerum et de forma vitae (1238)
- Ars loquendi et tacendi (1245): un libello morale dedicato al figlio Stefano, Albertano vi enumera regole su 1) quando si debba parlare e quando tacere e 2) come, di cosa, con chi e in quali circostanze si debba parlare. Come in altre sue opere, Albertano cita ampiamente dalla Bibbia, dai Padri della chiesa e dagli scrittori classici--tanto Greci quanto Latini. Vedi:  ed. Paola Navone: Liber de doctrina dicendi et tacendi: la parola del cittadino nell'Italia del Duecento / Albertano da Brescia, Tavarnuzze 1998 (Per Verba, Testi mediolatini con traduzioni, 11) (ISBN 88-87027-30-7).
- Liber consolationis et consilii (1246): Albertani Brixiensis, Liber consolationis et consilii ex quo hausta est fabula de Melibeo et Prudentia, a cura di Thor Sundby, Havniae 1873. È un trattato morale sul tema del perdono, inteso non solo come alta virtù umana e  cristiana, ma come necessaria dote civile, in una società che sta mutando i suoi orizzonti e che proprio per questo richiede comportamenti ispirati a moderazione. In tempi recenti, l'opera è diventata oggetto di analisi da parte degli storici dell'economia, che hanno individuato in Albertano il pioniere di un nuovo approccio alla questione del progresso individuale e collettivo, fondato sul riconoscimento della liceità della ricchezza, purché ottenuta grazie al lavoro onesto e nell'osservanza del principio evangelico di solidarietà verso i poveri.

Il Liber consolationis aveva riscosso subito un notevole successo, perdurato a tutto il XV secolo, e anche dopo. Innumerevoli le edizioni, gli adattamenti, le traduzioni in varie lingue: oltre che più volte nel volgare italiano, in francese, olandese, spagnolo, catalano, tedesco, ceco. Da una versione di Renaud de Louens, il Livre de Mélibée et de Dame Prudence, Geoffrey Chaucer ricavò uno dei suoi Racconti di Canterbury, ossia The Tale of Melibee (Il Racconto di Melibeo). L'illustre dantista Santino Caramella ha ipotizzato che l'opera abbia esercitato un influsso sulla Divina Commedia.
La vicenda narrata nel Liber consolationis et consilii è quella di un delitto:
(Capitolo I)
A tale vicenda è ispirato un romanzo di Enrico Giustacchini, Il giudice Albertano e il caso della fanciulla che sembrava in croce, nel quale la soluzione del delitto è affidata proprio all'acume, alle conoscenze filosofico-letterarie e alle capacità deduttive del giurista e scrittore bresciano. In seguito, Giustacchini ha pubblicato altri dieci romanzi con lo stesso protagonista: Il giudice Albertano e il caso dell'uomo pugnalato fra le nuvole, che prende spunto invece dall'Ars loquendi et tacendi, Il giudice Albertano e il caso dei colori assassini, che rimanda al De amore et dilectione Dei, Il giudice Albertano e il caso della scala senza fine, Il giudice Albertano e il caso del giardino invisibile, Il giudice Albertano e il caso del numero perfetto, Il giudice Albertano e il caso del suonatore nella notte, Il giudice Albertano e il caso del giullare triste, Il giudice Albertano e il caso del santo senza volto, Il giudice Albertano e il caso del leone azzurro e Il giudice Albertano e il caso degli indizi impossibili.
Sermoni
- Sermo Januensis (1243)
- Sermones quattuor (entro il 1250)

## Romanzi gialli ispirati alla figura di Albertano
- Enrico Giustacchini, Il giudice Albertano e il caso della fanciulla che sembrava in croce, Liberedizioni, Brescia 2014.
- Enrico Giustacchini, Il giudice Albertano e il caso dell'uomo pugnalato fra le nuvole, Liberedizioni, Brescia 2015.
- Enrico Giustacchini, Il giudice Albertano e il caso dei colori assassini, Liberedizioni, Brescia 2016.
- Enrico Giustacchini, Il giudice Albertano e il caso della scala senza fine, Liberedizioni, Brescia 2017.
- Enrico Giustacchini, Il giudice Albertano e il caso del giardino invisibile, Liberedizioni, Brescia 2018.
- Enrico Giustacchini, Il giudice Albertano e il caso del numero perfetto, Liberedizioni, Brescia 2019.
- Enrico Giustacchini, Il giudice Albertano e il caso del suonatore nella notte, Liberedizioni, Brescia 2020.
- Enrico Giustacchini, Il giudice Albertano e il caso del giullare triste, Liberedizioni, Brescia 2021.
- Enrico Giustacchini, Il giudice Albertano e il caso del santo senza volto, Liberedizioni, Brescia 2022.
- Enrico Giustacchini, Il giudice Albertano e il caso del leone azzurro, Liberedizioni, Brescia 2023.
- Enrico Giustacchini, Il giudice Albertano e il caso degli indizi impossibili, Liberedizioni, Brescia 2025.